# 山田正紀
山田 正紀（やまだ まさき、1950年1月16日 -）は、日本の小説家。
愛知県名古屋市生まれ。明治大学政治経済学部卒業。日本推理作家協会会員。本格ミステリ作家クラブ会員。日本冒険作家クラブ元会員。日本の「SF作家第二世代」を代表する作家の一人。
日本SF作家クラブでは第9代事務局長、第12代会長を務めたが、後に退会、2021年に再入会した。

## 人物
子供時代は漫画家を目指していた。60年代後半、雑誌『話の特集』の編集者をしていたこともある。
大学を1年間休学して、イスラエルのキブツで暮らすなど海外放浪。
帰国して大学卒業後、同人誌『宇宙塵』に投稿し、処女作「終末曲面に骰子を投げ入れて」が掲載、さらに「襲撃のメロディ」が掲載される。
『宇宙塵』の編集人であった柴野拓美に託した、三作目の中編小説「神狩り」が柴野によって『SFマガジン』に手渡されることになり、1974年、中編「神狩り」が『SFマガジン』誌に掲載され作家デビューすることになる。デビュー後、「百科事典の出版社」(表現研究所)に正式入社するが、半年で退職。
『SFマガジン』には、立て続けに「流氷民族」（単行本化時に『氷河民族』に改題）を連載して、大物新人SF作家としての地位を固めた。かんべむさし、堀晃らとともに、星新一、小松左京、筒井康隆らの日本SF第一世代に続く、第二世代と呼ばれる。その後、冒険小説、ミステリなどにも発表ジャンルを広げる。
SFにおいては、骨太なアイデアで構成する難解で本格的な作品（デビュー時から「想像できないことを想像する」ことが信条であると発言している）からエンターテイメントに徹した作品まで幅広い。またロストワールドもの（「魔境物語」など）や、ジョン・W・キャンベルへのオマージュ「物体X」など、古典的な題材を取り上げることも多く、マニアックなファン層にもアピールしている。学生時代に中近東を放浪した経験があり、作品世界にも影響を与えている。
デビュー当初は『神狩り』『弥勒戦争』『神々の埋葬』など神をテーマにした作品が多く、これらは「神シリーズ」と呼ばれる。
SF系の作品では未完のものが多いが、『機械獣ヴァイブ』のように、17年の空白期間を経て完結した作品もある（『機械獣ヴァイブ〈4〉獣転生篇』が1988年6月刊行、改題・増補された『未来獣ヴァイブ』が2005年8月刊行）。
ミステリ界での「新本格」胎動後は、ミステリ作品も数多く発表している。
『イノセンス　After The Long Goodbye』で、ノベライズ初挑戦。（原作：押井守監督映画「イノセンス」） 映画の前日譚にあたる近未来ハードボイルド。

## 略歴
- 1974年 - 『SFマガジン』1974年7月号にて『神狩り』でデビュー。
- 1975年 - 『神狩り』で第6回星雲賞日本短編部門を受賞。
- 1977年 - 『火神（アグニ）を盗め』で第78回直木賞候補
- 1978年 - 『地球・精神分析記録』で第9回星雲賞日本長編部門を受賞。
- 1980年 - 『宝石泥棒』で第11回星雲賞日本長編部門を受賞。
- 1982年 - 『最後の敵』で第3回日本SF大賞を受賞[5]。
- 1995年 - 『機神兵団』で第26回星雲賞日本長編を受賞。
- 2002年 - 『ミステリ・オペラ』で第2回本格ミステリ大賞[6]と第55回日本推理作家協会賞を受賞。

## 作品リスト

### シリーズ作品

#### 神シリーズ
- 神狩り（1975年 早川書房 日本SFノヴェルズ / 1976年 ハヤカワ文庫JA / 1977年 角川文庫 / 1998年 ハルキ文庫 / 2010年 ハヤカワ文庫JA）
- 弥勒戦争（1975年 早川書房 日本SFノヴェルズ / 1976年 ハヤカワ文庫JA / 1978年 角川文庫 / 1998年 ハルキ文庫 / 2015年 ハルキ文庫）
- 神々の埋葬（1977年 角川書店 / 1979年 角川文庫）
- 神狩り2 リッパー（2005年 徳間書店 / 2010年 徳間文庫）

#### 宝石泥棒
- 宝石泥棒（1980年 早川書房 / 1982年 角川文庫 / 1986年 ハヤカワ文庫JA / 1998年 ハルキ文庫 / 2015年2月 ハルキ文庫）
- 宝石泥棒II（1989年 早川書房【上・下】）
  - 【改題】螺旋の月 宝石泥棒II（1998年 ハルキ文庫）

#### 神獣聖戦
- 神獣聖戦I 〈幻想の誕生〉（1984年 トクマ・ノベルス / 1987年 徳間文庫） - 中編集
- 神獣聖戦II 〈時間牢に繋がれて〉（1984年 トクマ・ノベルス / 1989年 徳間文庫） - 中編集
- 神獣聖戦III 〈鯨夢！ 鯨夢！〉（1986年 徳間書店） - 中編集
- 魔術師（1986年 徳間書店）
- 神獣聖戦 Perfect Edition（2008年 徳間書店【上・下】 / 2010年 徳間文庫【上・下】）

『神獣聖戦』は、背面世界においての新たな人類である「鏡人(M)＝狂人(M)」と「悪魔憑き(デモノマニア)」の闘争を描くという、高度な空想性、抽象性を持つ野心的な作品として構想された。当初は中編集3冊と、長編『魔術師』『舞踏会の夜』の全5冊で完結する予定とされたが、『舞踏会の夜』が完成しないままとなっている一方、既刊を増補・改訂した『神獣聖戦 Perfect Edition』が2008年に刊行された。

#### 闇の太守
- 闇の太守（1984年 講談社ノベルス / 1987年 講談社文庫）
- 闇の太守II 御贄衆の巻（1987年 講談社ノベルス）
  - 【改題】闇の太守 御贄衆の巻（1993年 講談社文庫）
- 闇の太守III 梟雄の巻（1989年 講談社ノベルス）
- 闇の太守IV 桃源の巻（1990年 講談社ノベルス）

#### 魔境密命隊
- 魔境密命隊 上 砂漠妖女篇（1985年 フタバノベルス / 1987年 双葉文庫）
- 魔境密命隊 下 地底魔獣篇（1985年 フタバノベルス / 1987年 双葉文庫）

#### 機械獣ヴァイブ
- 機械獣ヴァイブ1 獣黙示篇（1985年 ソノラマ文庫）
- 機械獣ヴァイブ2 獣地底篇（1986年 ソノラマ文庫）
- 機械獣ヴァイブ3 獣誕生篇（1987年 ソノラマ文庫）
- 機械獣ヴァイブ4 獣転生篇（1988年 ソノラマ文庫）
- 未来獣ヴァイブ（2005年 ソノラマノベルス） - 『機械獣ヴァイブ』を改題、ソノラマ文庫（1985-1988）の既刊を1冊にまとめ、未完だった結末部を加筆したもの。

#### スーパーカンサー
- 破壊軍団（1987年 トクマ・ノベルス / 1990年 徳間文庫）
- 超人軍団（1987年 トクマ・ノベルス / 1990年 徳間文庫）
- 幽霊軍団（1097年 トクマ・ノベルス / 1990年 徳間文庫）

#### 探偵・呪師霊太郎
- 人喰いの時代（1988年 徳間書店 / 1994年 徳間文庫 / 1999年 ハルキ文庫）
- 金魚の眼が光る（1990年 徳間書店 / 2003年 徳間文庫）
  - 【改題】灰色の柩 放浪探偵・呪師霊太郎（2021年7月 祥伝社文庫）
- 屍人の時代（2016年9月  ハルキ文庫）

#### 天動説
- 天動説（一） 江戸幻想編（1988年 カドカワノベルズ）
- 天動説（二） 蝦夷伝奇編（1989年 カドカワノベルズ）
- 天動説（全）（2015年3月 戎光祥出版 山田正紀時代小説コレクション） - 『天動説（一）』『天動説（二）』を合本。

#### 機神兵団
- 機神兵団1 満州黎明篇（1990年 中央公論社 C★NOVELS）
  - 【改題】機神兵団1（1999年 ハルキ文庫）
- 機神兵団2 上海烈日篇（1991年 中央公論社 C★NOVELS）
  - 【改題】機神兵団2（1999年 ハルキ文庫）
- 機神兵団3 渤海基地殲滅作戦（1991年 中央公論社 C★NOVELS）
  - 【改題】機神兵団3（1999年 ハルキ文庫）
- 機神兵団4 バルカンの嵐（1992年 中央公論社 C★NOVELS）
  - 【改題】機神兵団4（1999年 ハルキ文庫）
- 機神兵団5 ナチス装甲騎士団（1992年 中央公論社 C★NOVELS）
  - 【改題】機神兵団5（1999年 ハルキ文庫）
- 機神兵団6 要塞都市（1992年 中央公論社 C★NOVELS）
  - 【改題】機神兵団6（1999年 ハルキ文庫）
- 機神兵団7 巨神の戦場（1993年 中央公論社 C★NOVELS）
  - 【改題】機神兵団7（1999年 ハルキ文庫）
- 機神兵団8 遥かなり敦煌（1993年 中央公論社 C★NOVELS）
  - 【改題】機神兵団8（1999年 ハルキ文庫）
- 機神兵団9 時間の涯（1993年 中央公論社 C★NOVELS）
  - 【改題】機神兵団9（1999年 ハルキ文庫）
- 機神兵団10 星に祈りを（1994年 中央公論社 C★NOVELS）
  - 【改題】機神兵団10（1999年 ハルキ文庫）

#### 仮面戦記
- 仮面戦記1 迦楼羅（1991年 トクマ・ノベルス）
- 仮面戦記2 魔神の湖（1992年 トクマ・ノベルス）
- 仮面戦記3 爛怪士（1992年 トクマ・ノベルス）

#### 影の艦隊
- 影の艦隊1 独立国家誕生（1992年 トクマ・ノベルス）
- 影の艦隊2 朝鮮海峡決戦（1993年 トクマ・ノベルス）
- 影の艦隊3 再軍備列島（1993年 トクマ・ノベルス）
- 影の艦隊4 艦隊鉄鎖作戦（1994年 トクマ・ノベルス）
- 影の艦隊5 骨肉海戦（1994年 トクマ・ノベルス）
- 影の艦隊6 原爆機撃墜（1995年 トクマ・ノベルス）
- 影の艦隊7 さらば艦隊（1995年 トクマ・ノベルス）

#### 装甲戦士
- 装甲戦士1 ベトナム戦線（秘）出動令（1993年 祥伝社 ノン・ノベル）
- 装甲戦士2 戦艦奪還指令OZ（1994年 祥伝社 ノン・ノベル）

#### 妖虫戦線
- 妖虫戦線1 バビロン・プロジェクト（1995年 中央公論社 C★NOVELS）
- 妖虫戦線2 妖虫、めざめる（1995年 中央公論社 C★NOVELS）
- 妖虫戦線3 ヘル・パラダイス（1995年 中央公論社 C★NOVELS）
- 妖虫戦線4 分岐点（1995年 中央公論社 C★NOVELS）

#### 囮捜査官 北見志穂
- 女囮捜査官 1 触姦（1996年 トクマ・ノベルス）
  - 【改題】女囮捜査官 1 触覚（1998年 幻冬舎文庫）
  - 【改題】おとり捜査官 1 触覚（2009年 朝日文庫）
  - 【改題】囮捜査官 北見志穂1 山手線連続通り魔（2021年12月 徳間文庫 トクマの特選！ 山田正紀・超絶ミステリコレクション）
- 女囮捜査官 2 視姦（1996年 トクマ・ノベルス）
  - 【改題】女囮捜査官 2 視覚（1998年 幻冬舎文庫）
  - 【改題】おとり捜査官 2 視覚（2009年 朝日文庫）
  - 【改題】囮捜査官 北見志穂2 首都高バラバラ死体（2022年1月 徳間文庫 トクマの特選！ 山田正紀・超絶ミステリコレクション）
- 女囮捜査官 3 聴姦（1996年 トクマ・ノベルス）
  - 【改題】女囮捜査官 3 聴覚（1998年 幻冬舎文庫）
  - 【改題】おとり捜査官 3 聴覚（2009年 朝日文庫）
  - 【改題】囮捜査官 北見志穂3 荒川嬰児誘拐（2022年2月 徳間文庫 トクマの特選！ 山田正紀・超絶ミステリコレクション）
- 女囮捜査官 4 嗅姦（1996年 トクマ・ノベルス）
  - 【改題】女囮捜査官 4 嗅覚（1999年 幻冬舎文庫）
  - 【改題】おとり捜査官 4 嗅覚（2009年 朝日文庫）
  - 【改題】囮捜査官 北見志穂4 芝公園連続放火（2022年6月 徳間文庫 トクマの特選！ 山田正紀・超絶ミステリコレクション）
- 女囮捜査官 5 味姦（1996年 トクマ・ノベルス）
  - 【改題】女囮捜査官 5 味覚（1999年 幻冬舎文庫）
  - 【改題】おとり捜査官 5 味覚（2009年 朝日文庫）

別名「五感推理シリーズ」。『おとり捜査官・北見志穂』のタイトルで「土曜ワイド劇場」枠でドラマ化された。

#### 風水シリーズ
- 螺旋（スパイラル）（1997年 幻冬舎ノベルス / 2000年 幻冬舎文庫）
- 阿弥陀（パズル）（1997年 幻冬舎ノベルス / 2000年 幻冬舎文庫）
- 仮面（ペルソナ）（1998年 幻冬舎ノベルス / 2005年 幻冬舎文庫）
- 風水火那子の冒険（2003年 光文社 カッパ・ノベルス / 2006年 光文社文庫） - 短編集

#### 神性探偵・佐伯神一郎シリーズ
- 神曲法廷（1998年 講談社ノベルス / 2001年 講談社文庫）
- 長靴をはいた犬 神性探偵・佐伯神一郎（1998年 講談社ノベルス / 2003年 講談社文庫）

#### オペラ三部作
- ミステリ・オペラ 宿命城殺人事件（2001年 ハヤカワ・ミステリワールド / 2005年 ハヤカワ文庫JA【上・下】）
- マヂック・オペラ 二・二六殺人事件（2005年 ハヤカワ・ミステリワールド）
- ファイナル・オペラ（2012年3月 ハヤカワ・ミステリワールド）

#### クトゥルフ少女戦隊
- クトゥルフ少女戦隊 第一部 セカイをわたしのスカートに（2014年10月 創土社 クトゥルー・ミュトス・ファイルズ）
- クトゥルフ少女戦隊 第二部 世界の中心で私を叫んだケモノ（2014年12月 創土社 クトゥルー・ミュトス・ファイルズ）

#### 大江戸ミッション・インポッシブル
- 大江戸ミッション・インポッシブル 顔役を消せ（2019年11月 講談社文庫）
- 大江戸ミッション・インポッシブル 幽霊船を奪え（2019年12月 講談社文庫）

### その他の長編

#### 1970年代
- 氷河民族（1976年 ハヤカワ文庫JA / 1977年 角川文庫）
  - 【改題】流氷民族（1999年 ハルキ文庫）
- 化石の城（1976年 二見書房 サラ・ブックス）
- 襲撃のメロディ（1976年 ハヤカワ文庫JA / 1978年 角川文庫）
- 崑崙遊撃隊（1976年 二見書房 サラ・ブックス / 1978年 角川文庫 / 1988年 講談社文庫 / 1999年ハルキ文庫）
- 謀殺のチェス・ゲーム（1976年 祥伝社 ノン・ノベル / 1982年 角川文庫 / 1991年 徳間文庫 / 1999年 ハルキ文庫 / 2014年 ハルキ文庫）
- 火神（アグニ）を盗め （1977年 祥伝社 ノン・ノベル / 1983年 文春文庫 / 1999年 ハルキ文庫）
- 地球・精神分析記録 エルド・アナリュシス（1977年 徳間書店 / 1980年 徳間文庫 / 2001年 徳間デュアル文庫）
- 50億ドルの遺産（1979年 光文社 カッパ・ノベルス / 1986年 徳間文庫）
- チョウたちの時間（1979年 角川書店 / 1980年 角川文庫 / 2001年 徳間デュアル文庫）
- 竜の眠る浜辺（1979年 双葉社 / 1983年 フタバノベルス / 1986年 徳間文庫 / 1998年 ハルキ文庫）

#### 1980年代
- デッド・エンド（1980年 奇想天外社 / 1982年 文春文庫）
- アフロディーテ（1980年 講談社 / 1987年 講談社文庫）
- ツングース特命隊（1980年 講談社 / 1985年 講談社文庫 / 1999年 ハルキ文庫）
- 孔雀王（1981年 角川文庫）
- 虚栄の都市 東京を襲った悪夢の48時間（1982年 祥伝社 ノン・ノベル）
  - 【改題】三人の『馬』 東京が震撼した悪夢の48時間（1986年 祥伝社 ノン・ポシェット）
- 風の七人（1982年 講談社 / 1984年 講談社文庫）
- 最後の敵 モンスターのM・ミュータントのM（1982年 徳間書店 / 1985年 徳間文庫）
  - 【改題】最後の敵（2014年10月 河出文庫）
- 裏切りの果実（1983年 文藝春秋 / 1987年 文春文庫）
- 宿命の女（1983年 トクマ・ノベルズ / 1986年 徳間文庫）
- 夢と闇の果て（1984年 集英社 / 1988年 集英社文庫）
- たまらなく孤独で、熱い街（1984年 徳間文庫）
- 殺人契約 殺し屋・貴志（1984年 光文社文庫）
- 顔のない神々（1985年 カドカワノベルズ /  1987年 角川文庫）
- 幻象機械（1986年 中央公論社 / 1990年 中公文庫）
- 魔空の迷宮（1986年 中央公論社 C★NOVELS / 1995年 中公文庫）
- 謀殺の弾丸特急（1986年 祥伝社 ノン・ノベル / 1999年 徳間文庫）
- 鏡の殺意（1987年 フタバノベルス / 1989年 双葉文庫）
- エンジェル・エコー（1987年 新潮文庫）
- 24時間の男 一千億円を盗め（1988年 祥伝社 ノン・ノベル）
- 延暦十三年のフランケンシュタイン（1988年 徳間書店）
- 七面鳥危機一発（1988年 フタバノベルス / 1991年 双葉文庫）
- 赤い矢の女（1988年 トクマ・ノベルス）
- ブラックスワン（1989年 講談社 / 1992年 講談社文庫 / 1999年 ハルキ文庫）
- 美しい蠍たち（1989年 トクマ・ノベルス）
- 第四の敵（1989年 双葉社 / 1992年 双葉文庫）
- 謀殺の翼747（1989年 中央公論社 C★NOVELS / 1995年 中公文庫）
- ゐのした時空大サーカス（1989年 中央公論社）

#### 1990年代
- ジュークボックス（1990年 徳間書店）
- 血と夜の饗宴（サバト）（1990年 廣済堂ブルーブックス）
- 蜃気楼・13の殺人（1990年 光文社 カッパノベルス / 2002年 光文社文庫）
- 宇宙犬ビーグル号の冒険（1990年 早川書房）
- ジャグラー（1991年 徳間書店 / 2002年 徳間デュアル文庫）
- 弔鐘の荒野（1991年 双葉社）
- 恍惚病棟（1992年 祥伝社 / 1999年 ハルキ文庫 / 2020年7月 祥伝社文庫）
- 愛しても、獣（1993年 双葉社）
  - 『家族の48時間』（主演：渡瀬恒彦）のタイトルで1998年2月10日に「火曜サスペンス劇場」枠でドラマ化された。
- 電脳少女 アイドロイド・ユイ（1993年 光風社ノベルス）
- 天保からくり船（1994 光風社出版）
- エイダ（1994年 早川書房 / 1998年 ハヤカワ文庫JA）
- 郵便配達は二度死ぬ（1995年 徳間書店）
- 花面祭 MASQUERADE（1995年 中央公論社 / 2002年 講談社文庫）
- デッドソルジャーズ・ライヴ（1996年 早川書房）
- 氷雨（1998年 ハルキ・ノベルス / 1999年 ハルキ文庫）
- 妖鳥（ハルピュイア）（1999年 幻冬舎文庫 / 2021年10月 徳間文庫 トクマの特選！ 山田正紀・超絶ミステリコレクション）

#### 2000年代
- SAKURA 六方面喪失課（2000年 トクマ・ノベルス / 2023年2月 徳間文庫 トクマの特選！ 山田正紀・超絶ミステリコレクション）
- ナース（2000年 ハルキ・ホラー文庫）
- 篠婆 骨の街の殺人（2001年 講談社ノベルス）
- 日曜日には鼠を殺せ（2001年 祥伝社文庫）
- サブウェイ（2002年 ハルキ・ホラー文庫）
- 僧正の積木唄（2002年 文藝春秋 本格ミステリ・マスターズ / 2005年 文春文庫）
- 天正マクベス 修道士シャグスペアの華麗なる冒険（2003年 原書房 ミステリー・リーグ）
- サイコトパス（2003年 光文社）
- イノセンス After The Long Goodbye（2004年 徳間書店 / 2005年 徳間デュアル文庫）
- ロシアン・ルーレット（2005年 集英社）
- 早春賦（2006年 角川書店 / 2009年 角川文庫）
- 翼とざして アリスの国の不思議（2006年 光文社 カッパ・ノベルス）
- カオスコープ（2006年 創元クライム・クラブ）
- 雨の恐竜（2007 理論社ミステリーYA!）
- 創造士・俎凄一郎 第一部 ゴースト(2007年 講談社ノベルス）
- 白の協奏曲（コンチェルト）（2007年 双葉社）
- イリュミナシオン 君よ、非情の河を下れ（2009年 早川書房）
- 帰り舟 深川川獺界隈（2009年 朝日文庫）

#### 2010年代
- 人間競馬 悪魔のギャンブル（2010年 角川ホラー文庫）
- ふたり、幸村（2012年5月 徳間書店）
- 復活するはわれにあり（2013年4月 双葉社）
- 桜花忍法帖 バジリスク新章（2015年11月 - 12月 講談社タイガ【上・下】） 
  - 山田風太郎『甲賀忍法帖』及び同作のコミカライズ『バジリスク 〜甲賀忍法帖〜』を原案としその10年後を描いている。
- カムパネルラ（2016年10月 創元日本SF叢書 / 2019年2月 創元SF文庫）
- ここから先は何もない（2017年6月 河出書房新社 / 2022年4月 河出文庫）
- 戦争獣戦争（2019年10月 創元日本SF叢書 / 2021年11月 創元SF文庫【上・下】）

#### 2020年代
- デス・レター（2020年8月 創元日本SF叢書）

### その他の短編集
- 終末曲面（1977年 講談社 / 1979年 講談社文庫）
- 剥製の島（1978年 徳間書店 / 1985年 徳間文庫）
- 贋作ゲーム（1978年 文藝春秋 / 1983年 文春文庫 / 扶桑社文庫 昭和ミステリ秘宝）
  - 扶桑社文庫版には「アマゾン・ゲーム」「マッカーサーを射った男」「伊豆の捕虜」を追加収録。
- ヨハネの剣（1980年 講談社 / 1983年 講談社文庫）
- 超・博物誌（1980年 徳間書店 / 1985年 徳間文庫 / 2000年 集英社文庫）
- ふしぎの国の犯罪者たち（1980年 文藝春秋 / 1983年 文春文庫 / 2009年 扶桑社文庫 昭和ミステリ秘宝）
  - 扶桑社文庫版には「閃光」「マリーセレスト・2」「剥製の島」を追加収録。
- 恋のメッセンジャー（1981年 集英社）
  - 【改題】地球軍独立戦闘隊（1982年 集英社文庫）
- あやかし（1981年 集英社）
  - 【改題】吉原蛍珠天神（1984年 集英社文庫）
- 少女と武者人形（1982年 文藝春秋 / 1985年 文春文庫 / 2000年 集英社文庫）
- 魔境物語（1983年 光風社出版 / 1987年 徳間文庫）
- 不可思議アイランド（1984年 光風社出版 / 1988年 徳間文庫）
- 物体X（1986年 ハヤカワ文庫JA）
- まだ、名もない悪夢。（1989年 徳間書店）
- 五つの標的（1991年 光風社出版 / 1995年 光風社文庫）
- 1ダースまであと一つ（1991年 光風社出版）
- 夢の中へ（1993年 出版芸術社 ふしぎ文学館）
- ヘロデの夜（1994年 出版芸術社 山田正紀コレクション）
- 見えない風景（1994年 出版芸術社 山田正紀コレクション）
- 京都蜂供養（1994年 出版芸術社 山田正紀コレクション）
- 渋谷一夜物語（シブヤンナイト）（2002年 集英社 / 2005年 集英社文庫）
- 私を猫と呼ばないで（2007年 小学館）
- オフェーリアの物語（2008年5月 理論社ミステリーYA!）
- 神君幻法帖（2009年 徳間書店 / 2013年 徳間文庫）
- クトゥルー短編集 銀の弾丸（2017年12月 創土社 クトゥルー・ミュトス・ファイルズ）
- バットランド（2018年5月 河出書房新社）
- フェイス・ゼロ（2021年6月 竹書房文庫） - 編：日下三蔵
- 開城賭博（2021年9月 光文社）

### 共著
- 暗黒の序章 マシンガイ竜（1986年 角川文庫） - 共著：永井豪
- 読書会（2007年1月 徳間書店 / 2010年10月 徳間文庫） - 共著：恩田陸
  - 【改題】SF読書会（2021年9月 徳間文庫）

### アンソロジー
「」内が山田正紀の作品
日本文藝家協会・編
- 現代小説'77（1978年 角川書店）「マリーセレスト・2」
- 現代小説'78（1979年 角川書店）「マッカーサーを射った男」
- 昭和57年度 代表作時代小説（1982年 東京文芸社）「辛うござる」
- ザ・エンターテインメント 1984（1984年6月 角川書店）「自殺省」
- 現代の小説 1990（1990年5月 徳間書店） 「自転車泥棒」
- 熾烈なり秘剣往来 時代小説傑作選（1992年11月 講談社文庫）「辛うござる」
- 現代の小説 1996（1996年5月 徳間書店）「メタロジカル・バーガー」
- 短篇ベストコレクション 現代の小説2006（2006年6月 徳間文庫）「悪魔の辞典」
- 短篇ベストコレクション 現代の小説2011（2011年6月 徳間文庫）「フェイス・ゼロ」

日本推理作家協会・編
- 推理小説代表作選集 1983年版（1983年5月 講談社）「別荘の犬」
  - 【改題】花には水、死者には愛 ミステリー傑作選18（1988年4月 講談社文庫）
- 現代ミステリー傑作選 上 生首コンテスト（1984年1月 光文社 カッパ・ノベルス）「滅ぼす女」
- ミステリー・ベストセレクション1 紫陽花の殺意（1989年6月 光文社 カッパ・ノベルス）「代打はヒットを打ったか?」
  - 【改題】疑惑のシンフォニー 日本ベストミステリー選集19（1994年7月 光文社文庫）
- 戦慄のプログラム 日本ベストミステリー選集13（1992年2月 光文社文庫）「滅ぼす女」
- 日本ベストミステリー「珠玉集」〈上〉（1992年6月 光文社 カッパ・ノベルス）「しつけの問題」
  - 【改題】悪夢のマーケット 日本ベストミステリー選集22（1996年2月 光文社文庫）
- 「傑作推理（ベスト・オブ・ベスト）」大全集〈下〉（1995年8月 光文社 カッパ・ノベルス）「獣の群れ」
  - 【改題】黒衣のモニュメント 日本ベストミステリー選集27（2000年6月 光文社文庫）
- 推理小説代表作選集 1997年版（1997年6月 講談社）「経理課心中」
  - 【分冊・改題】殺人哀モード ミステリー傑作選37（2000年4月 講談社文庫）
- 最新「珠玉推理（ベスト・オブ・ベスト）」大全〈下〉（1998年10月 光文社 カッパ・ノベルス）「さなぎ」
  - 【改題】闇夜の芸術祭 日本ベストミステリー選集30（2003年4月 光文社文庫）
- 推理作家になりたくて マイベストミステリー 第三巻 迷（2003年10月 文藝春秋）「雪のなかのふたり」、エッセイ「短編作家への道」
  - 【改題】マイ・ベスト・ミステリーIII（2007年9月 文春文庫）
- 名探偵を追いかけろ [7]（2004年19月 光文社 カッパ・ノベルス / 2007年5月 光文社文庫）「ハブ」
- 不思議の足跡[7]（2007年10月 光文社 カッパ・ノベルス / 2011年4月 光文社文庫）「悪魔の辞典」
- 京極夏彦選 スペシャル・ブレンド・ミステリー 謎004（2009年9月 講談社文庫）「別荘の犬」
- 名探偵に訊け[7]（2010年9月 光文社 カッパ・ノベルス / 2013年4月 光文社文庫）「原宿消えた列車の謎」

井上雅彦・監修
- 悪魔の発明 異形コレクション4（1998年5月 廣済堂文庫）「明日、どこかで」
- 水妖 異形コレクション5（1998年7月 廣済堂文庫）「溺れた金魚」
- チャイルド 異形コレクション7（1998年11月 廣済堂文庫）「魔王」
- グランドホテル 異形コレクション8（1999年3月 廣済堂文庫）「逃げようとして」
- 十月のカーニヴァル 異形コレクション綺賓館1（2000年10月 光文社 カッパ・ノベルス）「オクトーバーソング」
- 宇宙生物ゾーン 異形コレクション15（2000年3月 廣済堂文庫）「一匹の奇妙な獣」
- 夢魔 異形コレクション19（2001年6月 廣済堂文庫）「夢はやぶれて」
- 教室 異形コレクション27（2003年9月 光文社文庫）「エスケープフロムアクラスルーム」
- ひとにぎりの異形 異形コレクション39（2007年12月 光文社文庫）「TEN SECONDS」
- 秘密 異形コレクション51（2021年6月 光文社文庫）「噓はひとりに三つまで。」

本格ミステリ作家クラブ・編
- 本格ミステリ02 二〇〇二年本格短篇ベスト・セレクション（2002年5月 講談社ノベルス）「麺とスープと殺人と」
  - 【改題・分冊】死神と雷鳴の暗号 本格短編ベスト・セレクション（2006年1月 講談社文庫）
- 本格ミステリ'10 二〇一〇年本格短編ベスト・セレクション（2010年6月 講談社ノベルス）「札幌ジンギスカンの謎」
  - 【改題】凍れる女神の秘密 本格短編ベスト・セレクション（2014年1月 講談社文庫）

大森望・編
- NOVA 4 書き下ろし日本SFコレクション（2011年5月 河出文庫）「バットランド」
- NOVA 8 書き下ろし日本SFコレクション（2012年7月 河出文庫）「雲のなかの悪魔」
- NOVA+ 屍者たちの帝国 書き下ろし日本SFコレクション （2015年10月 河出文庫）「石に漱ぎて滅びなば」

その他
- '75 日本SFベスト集成（1976年 トクマ・ノベルス / 1979年 徳間書店【愛蔵版】 / 1984年 徳間文庫）「襲撃のメロディ」 - 筒井康隆・編
  - 【改題】70年代日本SFベスト集成5 1975年度版（2015年6月 ちくま文庫）
- 四次元への飛行 航空SF傑作集（1977年 酣燈社）「地球単独立戦闘隊」 - 野田昌宏・編
- 呪われた翼 ジュニアSF選（1987年9月 草土文化）「呪われた翼」 - 横田順彌・編
- 破局のおすすめ 新「宇宙塵」SF傑作選1（1987年12月 河出文庫）「終末曲面に骰子を投げ入れて」 - 柴野拓美・編
- 不思議の国のアリス・ミステリー傑作選（1988年7月 河出文庫）「襲撃」
  - 【改題】不思議の国のアリスミステリー館（2015年9月 河出文庫）
- 愛！（1990年4月 徳間文庫）「四十キロの死線」 - 日本冒険作家クラブ・編
- クトゥルー怪異録 極東邪神ホラー傑作集（1994年8月 学研ホラーノベルズ クトゥルー神話セレクション）「銀の弾丸」
  - 【改題】クトゥルー怪異録 邪神ホラー傑作集（2000年8月 学研M文庫）
- 奇譚カーニバル（1995年10月 立風書房 / 2000年9月 集英社文庫）「雪のなかのふたり」 - 夢枕獏・編
- 仮想年代記（1995年12月 アスペクト）「わが病、癒えることなく」
- 舌づけ ホラー・アンソロジー（1998年7月 祥伝社 ノン・ポシェット）「青い骨」
- 憑き者 全篇書下ろし傑作ホラーアンソロジー（2000年4月 アスキー A-NOVELS）「バーバー」 - 大多和伴彦・編
- NOVEL21 少年の時間 text.BLUE（2001年1月 徳間デュアル文庫）「ゼリービーンズの日々」 - デュアル文庫編集部・編
- 怪奇・ホラーワールド 第3巻 呪いの恐怖（2001年4月 リブリオ出版 大きな活字で読みやすい本）「逃げようとして」 - 二上洋一・監修
- 秘神界 歴史編（2002年9月 創元推理文庫）「おどり喰い」 - 朝松健・編
- 手塚治虫COVER タナトス篇（2003年5月 徳間デュアル文庫）「魔神ガロン」 - デュアル文庫編集部・編
- エロチカ（2004年3月 講談社）「愛の嵐」 - e-NOVELS・編
- 凶鳥の黒影 中井英夫へ捧げるオマージュ（2004年9月 河出書房新社）「「虚無への供物」への供物」 - 本多正一・監修
- 黄昏ホテル（2004年12月 小学館）「トワイライト・ジャズバンド」 - e-NOVELS・編
- 妖異七奇談（2005年1月 双葉文庫）「あやかし」 - 細谷正充・編
- 日本SF名作館 タイムスリップの不思議（2005年4月 リブリオ出版 大きな活字で読みやすい本）「竜の侍」 - 夢枕獏、大倉貴之・編
- Ecstasy（2005年10月 祥伝社文庫）「ネイキッドロード」
- サイエンス・イマジネーション 科学とSFの最前線、そして未来へ（2008年9月 NTT出版）「火星のコッペリア」 - 瀬名秀明・編、小松左京・監修
- 日本SF全集 2 1972〜1977（2010年3月 出版芸術社）「かまどの火」 - 日下三蔵・編
- 逆想コンチェルト 奏の1 イラスト先行・競作アンソロジー（2010年6月 徳間書店）「コンセスター」
- ミステリーの書き方（2010年11月 幻冬舎 / 2015年10月 幻冬舎文庫）エッセイ「ジャンルの選び方」
- 麺'sミステリー倶楽部（2012年10月 光文社文庫）「麺とスープと殺人と」 - ミステリー文学資料館・編
- 日本SF短篇50 III 日本SF作家クラブ創立50周年記念アンソロジー 1983 - 1992（2013年6月 ハヤカワ文庫JA）「交差点の恋人」
- SF JACK（2013年2月 角川書店 / 2016年2月 角川文庫）「別の世界は可能かもしれない。」 - 日本SF作家クラブ・編
- 怪獣文藝（2013年3月 メディアファクトリー 幽BOOKS）「松井清衛門、推参つかまつる」 -  東雅夫・編
- ホームズ鬼譚〜異次元の色彩（2013年9月 創土社 クトゥルー・ミュトス・ファイルズ）「宇宙からの色の研究」
- 私がデビューしたころ ミステリ作家51人の始まり（2014年6月 東京創元社）エッセイ「中野ブロードウエイ・ラヴソング」
- 歪んだ時間 冒険の森へ 傑作小説大全8（2015年10月 集英社）「竜の眠る浜辺」
- 少女ミステリー倶楽部（2017年10月 光文社文庫）「少女と武者人形」 - ミステリー文学資料館・編
- 短編伝説 旅路はるか（2017年12月 集英社文庫）「ホテルでシャワーを」 - 集英社文庫編集部・編
- 宮内悠介リクエスト！ 博奕のアンソロジー（2019年1月 光文社 / 2020年2月 光文社文庫）「開城賭博」
- 銀幕ミステリー倶楽部（2019年11月 光文社文庫）「りんごの聖戦」 - 新保博久・編

### 漫画
- 崑崙遊撃隊 - 漫画：田辺節雄
- 謀殺のチェスゲーム - 漫画：田辺節雄
- 火神を盗め（1993年2月 集英社 ホームミステリーコミックス） - 漫画：左京景
- バジリスク 〜桜花忍法帖〜（ 講談社『週刊ヤングマガジン』2017年34号 - 2019年19号） - 漫画：シヒラ竜也、キャラクター原案：せがわまさき。『桜花忍法帖 バジリスク新章』のコミカライズ。

## 映画出演
- 立喰師列伝 - 山田正樹 役。厳密には役者としての出演ではなく、山田正紀の写真をCG加工したアニメ映画。